# Panait Istrati
Panait Istrati (ur. 10 sierpnia 1884 w Braile, zm. 16 kwietnia 1935 w Bukareszcie) – pisarz rumuński tworzący w języku francuskim.
Pisał od 1907 r., początkowo drobne artykuły do pism socjalistycznych, wydawanych w Rumunii. Zmarł na gruźlicę w sanatorium Filareta w Bukareszcie. Pochowany na cmentarzu Bellu.
Wszystkie jego utwory objęte były w 1951 roku zapisem cenzury w Polsce, podlegały natychmiastowemu wycofaniu z bibliotek.

## Polskie przekłady
- Kyra Kyralina, tłum. Halina Jelenkiewicz-Gądkowa, W.L. Anczyc, Towarzystwo Wydawnicze, Kraków-Warszawa 1925,
- Kodyn (Codine), tłum. Witold Zechenter, Towarzystwo Wydawnicze „Rój”, Warszawa 1928, projekt okładki Tadeusz Gronowski,
- Prezentacja hajduków (Les Haidoucs. Presentation de Haidoucs), tłum. Zoda-Mares, Towarzystwo Wydawnicze „Rój”, Warszawa 1928, projekt okładki Tadeusz Gronowski
- Dominica ze Snagow (Les Haidoucs, Domnitza de Snagov), tłum. Zoda-Mares, Towarzystwo Wydawnicze „Rój”, Warszawa 1929, projekt okładki Tadeusz Gronowski
- Pieśń rowu (Nerantsula), tłum. Wanda Gardowska, Bibljoteka Groszowa, Warszawa-Białystok 1929, projekt okładki Artur Horowicz,
- Żagiew i zgliszcza: po szesnastu miesiącach pobytu w Z. S. S. R., tłum. Kazimierz Rychłowski, Księg. Polska B. Połoniecki, Lwów-Warszawa 1931,